# Élections sénatoriales de 2020 en Iowa
Les élections sénatoriales de 2020 en Iowa ont lieu le 3 novembre 2020 afin d'élire 25 des 50 membres du Sénat de l'État américain d'Iowa.

## Système électoral
Le Sénat de l'Iowa est la chambre haute de son parlement bicaméral. Il est composé de 50 sièges pourvus pour quatre ans mais renouvelé par moitié tous les deux ans au scrutin uninominal majoritaire à un tour dans autant de circonscriptions que de sièges à pourvoir.

## Résultats
| Partis                   | Partis                | Voix    | %     | Sièges      | Sièges | Sièges | Sièges      | Sièges        |  |
| Partis                   | Partis                | Voix    | %     | Total avant | En jeu | Élus   | Total après | +/-           |  |
| ------------------------ | --------------------- | ------- | ----- | ----------- | ------ | ------ | ----------- | ------------- |  |
|                          | Parti républicain (R) | 442 907 | 58.87 | 32          | 19     | 19     | 32          | en stagnation |  |
|                          | Parti démocrate (D)   | 304 302 | 40.45 | 18          | 6      | 6      | 18          | en stagnation |  |
|                          | Libertarien (L)       |         |       | 0           | 0      | 0      | 0           | en stagnation |  |
|                          | Vert (G)              |         |       | 0           | 0      | 0      | 0           | en stagnation |  |
|                          | Indépendants          |         |       | 0           | 0      | 0      | 0           | en stagnation |  |
|                          |                       |         |       |             |        |        |             |               |  |
| Votes valides            |                       |         |       |             |        |        |             |               |  |
| Votes blancs et nuls     |                       |         |       |             |        |        |             |               |  |
| Total                    | Total                 |         | 100   | 50          | 25     | 25     | 50          | en stagnation |  |
| Abstentions              |                       |         |       |             |        |        |             |               |  |
| Inscrits / participation |                       |         |       |             |        |        |             |               |  |